# Eoophyla nyasalis
Eoophyla nyasalis là một loài bướm đêm trong họ Crambidae.